# Championnats d'Europe de luge
Les premiers Championnats d'Europe de luge se sont déroulés en 1914 à Reichenberg (Bohême). À partir de 1935, elles sont l'égide de la FIBT avant la création en 1957 de la Fédération internationale de luge de course (FIL). Ils ont lieu tous les deux ans les années paires puis tous les ans depuis 2012.

## Palmarès

### Solo Hommes
| Épreuve            | Or                  | Argent              | Bronze                |
| 2025 Winterberg    | Jonas Müller        | Max Langenhan       | Nico Gleirscher       |
| 2024 Igls          | Jonas Müller        | Nico Gleirscher     | Max Langenhan         |
| 2023 Sigulda       | Max Langenhan       | Felix Loch          | Kristers Aparjods     |
| 2022 Saint-Moritz  | Wolfgang Kindl      | Kristers Aparjods   | Nico Gleirscher       |
| 2021 Sigulda       | Felix Loch          | Johannes Ludwig     | Dominik Fischnaller   |
| 2020 Lillehammer   | Dominik Fischnaller | Semen Pavlichenko   | Roman Repilov         |
| 2019 Oberhof       | Semen Pavlichenko   | Roman Repilov       | Kristers Aparjods     |
| 2018 Sigulda       | Semen Pavlichenko   | Felix Loch          | Roman Repilov         |
| 2017 Königssee     | Semen Pavlichenko   | Ralph Palik         | Wolfgang Kindl        |
| 2016 Altenberg     | Felix Loch          | Roman Repilov       | Ralph Palik           |
| 2015 Sotchi        | Semen Pavlichenko   | Alexandr Peretjagin | Felix Loch            |
| 2014 Sigulda       | Armin Zoggeler      | Johannes Ludwig     | Dominik Fischnaller   |
| 2013 Oberhof       | Felix Loch          | Andi Langenhan      | Johannes Ludwig       |
| 2012 Paramonovo    | Andi Langenhan      | Armin Zoggeler      | Felix Loch            |
| 2010 Sigulda       | Albert Demtschenko  | Wolfgang Kindl      | Daniel Pfister        |
| 2008 Cesana        | Armin Zoggeler      | Albert Demtschenko  | David Möller          |
| 2006 Winterberg    | Albert Demtschenko  | Armin Zoggeler      | David Möller          |
| 2004 Oberhof       | Armin Zoggeler      | David Möller        | Jaroslav Slavik       |
| 2002 Altenberg     | Markus Prock        | Denis Geppert       | Armin Zoggeler        |
| 2000 Winterberg    | Jens Müller         | Georg Hackl         | Armin Zoggeler        |
| 1998 Sigulda       | Markus Prock        | Karsten Albert      | Norbert Huber         |
| 1996 Sigulda       | Jens Müller         | Albert Demtschenko  | Markus Schmidt        |
| 1994 Königssee     | Markus Prock        | Georg Hackl         | Armin Zoggeler        |
| 1992 Winterberg    | René Friedl         | Norbert Huber       | Georg Hackl           |
| 1990 Igls          | Georg Hackl         | Markus Prock        | Jens Müller           |
| 1988 Königssee     | Georg Hackl         | Markus Prock        | Johannes Schettel     |
| 1986 Hammarstrand  | Sergey Danilin      | Jens Müller         | Michael Walter        |
| 1984 Olang         | Paul Hildgartner    | Norbert Huber       | Ernst Haspinger       |
| 1982 Winterberg    | Uwe Hendrich        | Sergey Danilin      | Ernst Haspinger       |
| 1980 Olang         | Karl Brunner        | Paul Hildgartner    | Ernst Haspinger       |
| 1979 Oberhof       | Hans Rinn           | Detlef Günther      | Bernhard Glass        |
| 1978 Hammarstrand  | Paul Hildgartner    | Hans Rinn           | Vladimir Zhitov       |
| 1977 Königssee     | Anton Winkler       | Hans Rinn           | Karl Brunner          |
| 1976 Hammarstrand  | Wolfram Fiedler     | Michael Gärdebäck   | Hans-Heinrich Winkler |
| 1975 Olang         | Detlef Günther      | Wolfram Fiedler     | Hans Rinn             |
| 1974 Imst          | Hans Rinn           | Manfred Schmid      | Rudolf Schmid         |
| 1973 Königssee     | Hans Rinn           | Josef Fendt         | Manfred Schmid        |
| 1972 Königssee     | Wolfram Fiedler     | Harald Ehrig        | Leonhard Nagenrauft   |
| 1971 Imst          | Horst Hörnlein      | Wolfgang Scheidel   | Manfred Schmid        |
| 1970 Hammarstrand  | Harald Ehrig        | Wolfgang Scheidel   | Horst Hörnlein        |
| 1967 Königssee     | Leonhard Nagenrauft | Fritz Nachmann      | Jozef Matlak          |
| 1962 Weisenbach    | Josef Lenz          | Anton Venier        | Zdzyslaw Siuda        |
| 1956 Imst          | Josef Isser         | Hans Krausner       | Erich Raffl           |
| 1955 Hahnenklee    | Paul Aste           | Albert Krauss       | Johann Stangl         |
| 1954 Davos         | Fritz Kienzl        | Wilhelm Lache       | Josef Strillinger     |
| 1953 Cortina       | Paul Aste           | Heinrich Isser      | Wilhelm Lache         |
| 1952 Garmisch      | Rudolf Maschke      | Paul Aste           | Albert Krauss         |
| 1951 Igls          | Paul Aste           | Wilhelm Lache       | Hermann Mayregger     |
| 1939 Reichenberg   | Fritz Preissler     | Martin Tietze       | Gustav Jezek          |
| 1938 Salzbourg     | Martin Tietze       | Walter Kluge        | Rudolf Hermann        |
| 1937 Oslo          | Martin Tietze       | Vilhelm Klavenæs    | Harald Seegard        |
| 1935 Krynica-Zdrój | Martin Tietze       | Maks Enker          | Bronislaw Witkowski   |
| 1934 Ilmenau       | Martin Tietze       | Rudolf Maschke      | Alfred Posselt        |
| 1929 Schreiberhau  | Fritz Preissler     | Robert Liebig       | Erich Dressler        |
| 1928 Schreiberhau  | Fritz Preissler     | Rudolf Kauschka     | Karl Wagner           |
| 1914 Reichenberg   | Anton Salvesen      | Jacob Platzer       | Richard Simm          |

### Solo Femmes
| Épreuve                     | Or                          | Argent                     | Bronze                            |
| 2025 Winterberg             | Julia Taubitz               | Madeleine Egle             | Lisa Schulte                      |
| 2024 Igls                   | Madeleine Egle              | Julia Taubitz              | Anna Berreiter                    |
| 2023 Sigulda                | Anna Berreiter              | Dajana Eitberger           | Elīna leva Vītola                 |
| 2022 Saint-Moritz           | Natalie Geisenberger        | Madeleine Egle             | Elīna leva Vītola                 |
| 2021 Sigulda                | Tatiana Ivanova             | Natalie Geisenberger       | Victoria Demchenko                |
| 2020 Lillehammer            | Tatiana Ivanova             | Julia Taubitz              | Victoria Demchenko                |
| 2019 Oberhof                | Natalie Geisenberger        | Tatjana Hüfner             | Dajana Eitberger                  |
| 2018 Sigulda                | Tatiana Ivanova             | Natalie Geisenberger       | Sandra Robatscher                 |
| 2017 Königssee              | Natalie Geisenberger        | Tatiana Ivanova            | Tatjana Hüfner                    |
| 2016 Altenberg              | Tatjana Hüfner              | Elīza Tīruma               | Tatiana Ivanova                   |
| 2015 Sotchi                 | Dajana Eitberger            | Natalie Geisenberger       | Tatiana Ivanova                   |
| 2014 Sigulda                | Natalia Khoreva             | Tatiana Ivanova            | Dajana Eitberger                  |
| 2013 Oberhof                | Natalie Geisenberger        | Tatjana Hüfner             | Anke Wischnewski                  |
| 2012 Paramonovo             | Tatiana Ivanova             | Tatjana Hüfner             | Corinna Martini (GER)             |
| 2010 Sigulda                | Tatiana Ivanova             | Corinna Martini (GER)      | Nina Reithmayer (AUT)             |
| 2008 Cesana                 | Natalie Geisenberger        | Silke Kraushaar (GER)      | Veronika Halder (AUT)             |
| 2006 Winterberg             | Silke Kraushaar (GER)       | Tatjana Hüfner             | Barbara Niedernhuber (GER)        |
| 2004 Oberhof                | Silke Kraushaar (GER)       | Tatjana Hüfner             | Sylke Otto (GER)                  |
| 2002 Altenberg              | Sylke Otto (GER)            | Silke Kraushaar (GER)      | Barbara Niedernhuber (GER)        |
| 2000 Winterberg             | Sylke Otto (GER)            | Silke Kraushaar (GER)      | Barbara Niedernhuber (GER)        |
| 1998 Oberhof                | Silke Kraushaar (GER)       | Andrea Tagwerker (AUT)     | Susi Erdmann (GER)                |
| 1996 Sigulda                | Jana Bode (GER)             | Gabriele Kohlisch (GER)    | Andrea Tagwerker (AUT)            |
| 1994 Königssee              | Gerda Weissensteiner (ITA)  | Jana Bode (GER)            | Gabriele Kohlisch (GER)           |
| 1992 Winterberg             | Susi Erdmann (GER)          | Sylke Otto (GER)           | Angelika Neuner (AUT)             |
| 1990 Igls                   | Susi Erdmann (GDR)          | Gerda Weissensteiner (ITA) | Jana Bode (FRG)                   |
| 1988 Königssee              | Ute Oberhoffner-Weiss (GDR) | Veronika Bilgeri (FRG)     | Cerstin Schmidt (GDR)             |
| 1986 Hammarstrand           | Cerstin Schmidt (GDR)       | Steffi Martin (GDR)        | Ute Oberhoffner-Weiss (GDR)       |
| 1984 Olang                  | Monika Auer (ITA)           | Heike Popel (GDR)          | Cerstin Schmidt (GDR)             |
| 1982 Winterberg             | Bettina Schmidt (GDR)       | Steffi Martin (GDR)        | Melitta Sollmann (GDR)            |
| 1980 Olang                  | Melitta Sollmann (GDR)      | Marie-Luise Rainer (ITA)   | Ilona Brand (GDR)                 |
| 1979 Oberhof                | Melitta Sollmann (GDR)      | Ilona Brand (GDR)          | Margit Schumann (GDR)             |
| 1978 Hammarstrand           | Elisabeth Demleitner (GER)  | Anna Mayevskaya (URS)      | Vera Zozula (URS)                 |
| 1977 Königssee              | Elisabeth Demleitner (GER)  | Margit Schumann (GDR)      | Margit Graf (AUT)                 |
| 1976 Hammarstrand           | Vera Zozula (URS)           | Agneta Lindskog (SWE)      | Halina Biegun (POL)               |
| 1975 Olang                  | Margit Schumann (GDR)       | Eva-Maria Wernicke (GDR)   | Halina Kanasz (POL)               |
| 1974 Imst                   | Margit Schumann (GDR)       | Halina Kanasz (POL)        | Ute Rührold (GDR)                 |
| 1973 Königssee              | Margit Schumann (GDR)       | Ute Rührold (GDR)          | Eva-Maria Wernicke (GDR)          |
| 1972 Königssee              | Ute Rührold (GDR)           | Elisabeth Demleitner (GER) | Anna-Maria Müller (GDR)           |
| 1971 Imst                   | Erika Lechner (ITA)         | Angela Knösel (GDR)        | Barbara Piecha (POL)              |
| 1970 Hammarstrand           | Anna-Maria Müller (GDR)     | Angela Knösel (GDR)        | Christina Schmuck (GER)           |
| 1967 Königssee              | Christina Schmuck (GER)     | Angelika Dünhaupt (GER)    | Helene Macher (POL)               |
| 1962 Weissenbach            | Irena Pawełczyk (POL)       | Helene Thurner (AUT)       | Gerda Cegner-Rieser (AUT)         |
| 1956 Imst                   | Elly Lieber (AUT)           | Maria Isser (AUT)          | Lotte Scheimpflug (ITA)           |
| 1955 Hahnenklee             | Maria Isser (AUT)           | Karla Kienzl (AUT)         | Erika Leitner (ITA)               |
| 1954 Davos                  | Maria Isser (AUT)           | Karla Kienzl (AUT)         | Lotte Scheimpflug (ITA)           |
| 1953 Cortina                | Maria Isser (AUT)           | Liesl Seewald (AUT)        | Rosa Lesser (AUT)                 |
| 1952 Garmisch-Partenkirchen | Maria Isser (AUT)           | Erika Schiller (FRG)       | Rosa Perz (AUT)                   |
| 1951 Igls                   | Karla Kienzl (AUT)          | Hilde Strum (AUT)          | Maria Isser (AUT)                 |
| 1939 Reichenberg            | Friedel Tietze (GER)        | Traudl Grassi (TCH)        | Hanni Finková (TCH)               |
| 1938 Salzbourg              | Friedel Tietze (GER)        | Waltraut Grassi (TCH)      | Hanni Finková (TCH)               |
| 1937 Oslo                   | Titti Maartmann (NOR)       | Liv Jensen (NOR)           | Helen Galtung (NOR)               |
| 1935 Krynica                | Hanni Fink (TCH)            | Liselotte Hopfer (GER)     | Gertrude Porsche-Schinkeová (TCH) |
| 1934 Ilmenau                | Hanni Fink (TCH)            | Adela Raimannová (TCH)     | Gertrude Porsche-Schinkeová (TCH) |
| 1929 Semmering              | Lotte Embacher (GER)        | Christa Klecker (AUT)      | Fanny Altendorfer (GER)           |
| 1928 Schreiberhau           | Hilde Raupach (GER)         | Margarete Wolff (GER)      | Else Hench (AUT)                  |
| 1914 Reichenberg            | Anna Skoda                  | -                          | -                                 |

### Double Hommes
| Épreuve                     | Or                                                      | Argent                                                  | Bronze                                                    |
| 2025 Winterberg             | Tobias Wendl Tobias Arlt Allemagne                      | Juri Gatt Riccardo Schöpf Autriche                      | Yannick Müller Armin Frauscher Autriche                   |
| 2024 Igls                   | Thomas Steu Wolfgang Kindl Autriche                     | Mārtiņš Bots Roberts Plūme Lettonie                     | Tobias Wendl Tobias Arlt Allemagne                        |
| 2023 Sigulda                | Tobias Wendl Tobias Arlt Allemagne                      | Mārtiņš Bots Roberts Plūme Lettonie                     | Eduards Ševics-Mikeļševics Lūkass Krasts Lettonie         |
| 2022 Saint-Moritz           | Toni Eggert Sascha Benecken Allemagne                   | Tobias Wendl Tobias Arlt Allemagne                      | Mārtiņš Bots Roberts Plūme Lettonie                       |
| 2021 Sigulda                | Andris Šics Juris Šics Lettonie                         | Tobias Wendl Tobias Arlt Allemagne                      | Mārtiņš Bots Roberts Plūme Lettonie                       |
| 2020 Lillehammer            | Alexander Denisyev Vladislav Antonov Russie             | Thomas Steu Lorenz Koller Autriche                      | Vladislav Yuzhakov Yuri Prokhorov Russie                  |
| 2019 Oberhof                | Tobias Wendl Tobias Arlt Allemagne                      | Toni Eggert Sascha Benecken Allemagne                   | Andris Šics Juris Šics Lettonie                           |
| 2018 Sigulda                | Toni Eggert Sascha Benecken Allemagne                   | Andris Šics Juris Šics Lettonie                         | Tobias Wendl Tobias Arlt Allemagne                        |
| 2017 Königssee              | Tobias Wendl Tobias Arlt Allemagne                      | Toni Eggert Sascha Benecken Allemagne                   | Robin Johannes Geueke David Gamm Allemagne                |
| 2016 Altenberg              | Toni Eggert Sascha Benecken Allemagne                   | Tobias Wendl Tobias Arlt Allemagne                      | Peter Penz Georg Fischler Autriche                        |
| 2015 Sotchi                 | Tobias Wendl Tobias Arlt Allemagne                      | Peter Penz Georg Fischler Autriche                      | Andris Šics Juris Šics Lettonie                           |
| 2014 Sigulda                | Christian Oberstolz Patrick Gruber Italie               | Vladislav Yuzhakov Vladimir Makhnutin Russie            | Andreas Linger Wolfgang Linger Autriche                   |
| 2013 Oberhof                | Toni Eggert Sascha Benecken Allemagne                   | Tobias Wendl Tobias Arlt Allemagne                      | Peter Penz Georg Fischler Autriche                        |
| 2012 Paramonovo             | Peter Penz Georg Fischler Autriche                      | Tobias Wendl Tobias Arlt Allemagne                      | Toni Eggert Sascha Benecken Allemagne                     |
| 2010 Sigulda                | Andreas Linger Wolfgang Linger Autriche                 | Tobias Wendl Tobias Arlt Allemagne                      | Tobias Schiegl Markus Schiegl Autriche                    |
| 2008 Cesana                 | Christian Oberstolz Patrick Gruber Italie               | Andreas Linger Wolfgang Linger Autriche                 | Gerhard Plankensteiner Oswald Haselrieder Italie          |
| 2008 Cesana                 | Christian Oberstolz Patrick Gruber Italie               | Andreas Linger Wolfgang Linger Autriche                 | Patric Leitner Alexander Resch Allemagne                  |
| 2006 Winterberg             | Patric Leitner Alexander Resch Allemagne                | Sebastian Schmidt André Forker Allemagne                | Christian Oberstolz Patrick Gruber Italie                 |
| 2004 Oberhof                | Patric Leitner Alexander Resch Allemagne                | Christian Oberstolz Patrick Gruber Italie               | Andreas Linger Wolfgang Linger Autriche                   |
| 2002 Altenberg              | Patric Leitner Alexander Resch Allemagne                | Tobias Schiegl Markus Schiegl Autriche                  | Gerhard Plankensteiner Oswald Haselrieder Italie          |
| 2000 Winterberg             | Patric Leitner Alexander Resch Allemagne                | Steffen Skel Steffen Wöller Allemagne                   | Tobias Schiegl Markus Schiegl Autriche                    |
| 1998 Oberhof                | Stefan Krausse Jan Behrendt Allemagne                   | Steffen Skel Steffen Wöller Allemagne                   | Tobias Schiegl Markus Schiegl Autriche                    |
| 1996 Sigulda                | Stefan Krausse Jan Behrendt Allemagne                   | Gerhard Plankensteiner Oswald Haselrieder Italie        | Albert Demtschenko Semen Kolobayev Russie                 |
| 1994 Königssee              | Hansjörg Raffl Norbert Huber Italie                     | Kurt Brugger Wilfried Huber Italie                      | Yves Mankel Thomas Rudolph Allemagne                      |
| 1992 Winterberg             | Hansjörg Raffl Norbert Huber Italie                     | Kurt Brugger Wilfried Huber Italie                      | Stefan Krausse Jan Behrendt Allemagne                     |
| 1990 Igls                   | Jörg Hoffmann Jochen Pietzsch Allemagne de l'Est        | Hansjörg Raffl Norbert Huber Italie                     | Stefan Krausse Jan Behrendt Allemagne de l'Est            |
| 1988 Königssee              | Thomas Schwab Wolfgang Staudinger Allemagne de l'Ouest  | Hansjörg Raffl Norbert Huber Italie                     | Yevgeniy Belusov Aleksandr Belyakov Union soviétique      |
| 1986 Hammarstrand           | Yevgeniy Belusov Aleksandr Belyakov Union soviétique    | Jörg Hoffmann Jochen Pietzsch Allemagne de l'Est        | Hansjörg Raffl Norbert Huber Italie                       |
| 1984 Olang                  | Helmut Brunner Walter Brunner Italie                    | Hans Stangassinger Franz Wembacher Allemagne de l'Ouest | Hansjörg Raffl Norbert Huber Italie                       |
| 1982 Winterberg             | Günther Lemmerer Reinhold Sulzbacher Autriche           | Hans Einn Jörg-Dieter Ludwig Allemagne de l'Est         | Hans Stangassinger Franz Wembacher Allemagne de l'Ouest   |
| 1980 Olang                  | Hans Rinn Norbert Hahn Allemagne de l'Est               | Bernd Hahn Ulrich Hahn Allemagne de l'Est               | Hans Brandner Balthasar Schwarm Allemagne de l'Ouest      |
| 1979 Oberhof                | Bernd Oberhoffner Jörg-Dieter Ludwig Allemagne de l'Est | Hans Rinn Norbert Hahn Allemagne de l'Est               | Karl Brunner Peter Gschnitzer Italie                      |
| 1978 Hammarstrand           | Hans Rinn Norbert Hahn Allemagne de l'Est               | Bernd Hahn Ulrich Hahn Allemagne de l'Est               | Jindrich Zeman Vladimir Resl Tchécoslovaquie              |
| 1977 Königssee              | Hans Brandner Balthasar Schwarm Allemagne de l'Ouest    | Hans Rinn Norbert Hahn Allemagne de l'Est               | Stefan Hölzlwimmer Rudolf Grosswang Allemagne de l'Ouest  |
| 1976 Hammarstrand           | Bernd Dreyer Roland Herdmann Allemagne de l'Est         | Asle Strand Helge Svensen Norvège                       | Dainis Bremse Algars Kirkis URS                           |
| 1975 Olang                  | Hans Rinn Norbert Hahn Allemagne de l'Est               | Horst Müller Hans-Jörg Neumann Allemagne de l'Est       | Bernd Hahn Ulrich Hahn Allemagne de l'Est                 |
| 1974 Imst                   | Paul Hildgartner Walter Plaikner Italie                 | Hans Rinn Norbert Hahn Allemagne de l'Est               | Roman Hurej Józef Pietrończyk Pologne                     |
| 1973 Königssee              | Hans Rinn Norbert Hahn Allemagne de l'Est               | Bernd Hahn Ulrich Hahn Allemagne de l'Est               | Hans Brandner Balthasar Schwarm Allemagne de l'Ouest      |
| 1972 Königssee              | Horst Hörnlein Reinhard Bredow Allemagne de l'Est       | Hans Brandner Balthasar Schwarm Allemagne de l'Ouest    | Peter Reichnwallner Rudolf Grosswang Allemagne de l'Ouest |
| 1971 Imst                   | Paul Hildgartner Walter Plaikner Italie                 | Manfred Schmid Ewald Walch Autriche                     | Tadeusz Radwan Janusz Krawczyk Pologne                    |
| 1970 Hammarstrand           | Horst Hörnlein Reinhard Bredow Allemagne de l'Est       | Rudolf Schmid Franz Schachner Autriche                  | Manfred Schmid Ewald Walch Autriche                       |
| 1967 Königssee              | Josef Feistmantl Wilhelm Bichl Autriche                 | Helmut Thaler Reinhold Senn Autriche                    | Ryszard Gawlor Zbigniew Gawlor Pologne                    |
| 1962 Weisenbach             | Anton Venier Ewald Walch Autriche                       | Josef Feistmantl Manfred Stengl Autriche                | Reinhold Frosch Ludwig Gassner Autriche                   |
| 1956 Imst                   | Wilhelm Leimgruber Josef Unterfrauner Autriche          | Erich Raffl Stefan Schöpf Autriche                      | Josef Thaler Luis Posch Autriche                          |
| 1955 Hahnenklee             | Paul Aste Paul Isser Autriche                           | Hermann Küppel Dietrich Schmidt Allemagne de l'Ouest    | Hermann Mayr Erhard Grundmann Allemagne de l'Ouest        |
| 1954 Davos                  | Josef Isser Heinrich Isser Autriche                     | Josef Feistmantl Karl Feistmantl Autriche               | Hans Krausner Josef Leistentritt Autriche                 |
| 1953 Cortina                | Hans Krausner Wilhelm Lache Autriche                    | Paul Aste Heinrich Isser Autriche                       | Erich Raffl Stefan Schöpf Autriche                        |
| 1952 Garmisch-Partenkirchen | Paul Aste Heinrich Isser Autriche                       | Hans Krausner Luis Schlögl Autriche                     | Wilhelm Lache Josef Isser Autriche                        |
| 1951 Igls                   | Hans Krausner Rudolf Peyfuss Autriche                   | Heinrich Isser Josef Isser Autriche                     | Norbert Steixner Adolf Hofer Autriche                     |
| 1939 Reichenberg            | Walter Feist Walter Kluge GER                           | Viktor Schubert Erhard Körner GER                       | Rudolf Hermann Albert Krauss Tchécoslovaquie              |
| 1938 Salzbourg              | Walter Feist Walter Kluge GER                           | Viktor Schubert Werner Rüger GER                        | Rudolf Maschke Erhard Grundmann Tchécoslovaquie           |
| 1937 Oslo                   | Martin Tietze Kurt Weidner GER                          | Walter Feist Walter Kluge GER                           | Rudolf Maschke Albert Krauss Tchécoslovaquie              |
| 1935 Krynica                | Walter Feist Walter Kluge GER                           | Martin Tietze Kurt Weidner GER                          | Hans Taubner Hans Schöler Tchécoslovaquie                 |
| 1934 Ilmenau                | Walter Feist Walter Kluge GER                           | Rudolf Hermann Rudolf Maschke Tchécoslovaquie           | Josef Heller Albert Krauss Tchécoslovaquie                |
| 1929 Semmering              | Richard Feist Walter Feist Allemagne                    | Rudolf Kauschka Fritz Preissler Tchécoslovaquie         | Franz Stecker Ferdinand Wiesner Autriche                  |
| 1928 Schreiberhau           | Herbert Elger Wilhelm Adolf Allemagne                   | Richard Feist Walter Feist Allemagne                    | Alfred Posselt Fritz Posselt Tchécoslovaquie              |
| 1914 Reichenberg            | Erwin Posselt Karl Löbelt                               | Rudolf Kauschka Hans Gfäller                            | Arthur Klamt Bertold Posselt                              |

### Double Femmes
| Épreuve         | Or                                              | Argent                                          | Bronze                                          |
| 2025 Winterberg | Selina Egle Lara Kipp Autriche                  | Jessica Degenhardt Cheyenne Rosenthal Allemagne | Andrea Vötter Marion Oberhofer Italie           |
| 2024 Igls       | Jessica Degenhardt Cheyenne Rosenthal Allemagne | Andrea Vötter Marion Oberhofer Italie           | Marta Robežniece Kitija Bogdanova Lettonie      |
| 2023 Sigulda    | Andrea Vötter Marion Oberhofer Italie           | Anda Upīte Sanija Ozoliņa Lettonie              | Jessica Degenhardt Cheyenne Rosenthal Allemagne |

### Relais
| Épreuve           | Or | Argent                                                                                                   | Bronze |
| 2025 Winterberg   | Madeleine Egle Juri Gatt / Riccardo Schöpf Jonas Müller Selina Egle / Lara Kipp Autriche                               | Julia Taubitz Tobias Wendl / Tobias Arlt Max Langenhan Jessica Degenhardt / Cheyenne Rosenthal Allemagne | Verena Hofer Ivan Nagler / Fabian Malleier Dominik Fischnaller Andrea Vötter / Marion Oberhofer Italie       |
| 2024 Igls         | Madeleine Egle Thomas Steu / Wolfgang Kindl Jonas Müller Selina Egle / Lara Michaela Kipp Autriche                     | Julia Taubitz Tobias Wendl / Tobias Arlt Max Langenhan Jessica Degenhardt / Cheyenne Rosenthal Allemagne | Verena Hofer Emanuel Rieder / Simon Kainzwaldner Dominik Fischnaller Andrea Vötter / Marion Oberhofer Italie |
| 2023 Sigulda      | Elīna leva Vītola Kristers Aparjods Mārtiņš Bots Roberts Plūme Lettonie                                                | Anna Berreiter Max Langenhan Tobias Wendl Tobias Arlt Allemagne                                          | Sandra Robatscher Dominik Fischnaller Emanuel Rieder Simon Kainzwaldner Italie                               |
| 2022 Saint-Moritz | Elīna leva Vītola Kristers Aparjods Mārtiņš Bots Roberts Plūme Lettonie                                                | Natalie Geisenberger Johannes Ludwig Toni Eggert Sascha Benecken Allemagne                               | Tatiana Ivanova Roman Repilov Andrej Bogdanov Yuri Prokhorov Russie                                          |
| 2021 Sigulda      | Tatiana Ivanova Semen Pavlichenko Vsevolod Kashkin Konstantin Korshunov Russie                                         | Elīza Tiruma Artūrs Dārznieks Andris Šics Juris Šics Lettonie                                            | Natalie Geisenberger Felix Loch Tobias Wendl Tobias Arlt Allemagne                                           |
| 2020 Lillehammer  | Madeleine Egle David Gleirscher Thomas Steu Lorenz Koller Autriche                                                     | Andrea Vötter Dominik Fischnaller Ivan Nagler Fabian Malleier Italie                                     | Ulla Zirne Kristers Aparjods Andris Šics Juris Šics Lettonie                                                 |
| 2019 Oberhof      | Andrea Vötter Dominik Fischnaller Ivan Nagler Fabian Malleier Italie                                                   | Natalie Geisenberger Johannes Ludwig Tobias Wendl Tobias Arlt Allemagne                                  | Elīza Cauce Inārs Kivlenieks Andris Šics Juris Šics Lettonie                                                 |
| 2018 Sigulda      | Tatiana Ivanova Semen Pavlichenko Alexander Denisyev Vladislav Antonov Russie                                          | Tatjana Hüfner Felix Loch Toni Eggert Sascha Benecken Allemagne                                          | Kendija Aparjode Inārs Kivlenieks Andris Šics Juris Šics Lettonie                                            |
| 2017 Königssee    | Natalie Geisenberger Ralf Palik Tobias Wendl Tobias Arlt Allemagne                                                     | Miriam Kastlunger Wolfgang Kindl Thomas Steu Lorenz Koller Autriche                                      | Elīza Tīruma Artūrs Dārznieks Andris Šics Juris Šics Lettonie                                                |
| 2016 Altenberg    | Tatjana Hüfner Felix Loch Toni Eggert Sascha Benecken Allemagne                                                        | Elīza Tīruma Artūrs Dārznieks Andris Šics Juris Šics Lettonie                                            | Peter Penz Georg Fischler Autriche                                                                           |
| 2015 Sotchi       | Dajana Eitberger Felix Loch Tobias Wendl Tobias Arlt Allemagne                                                         | Tatiana Ivanova Semen Pavlichenko Alexandr Denisyev Vladislav Antonov Russie                             | Elīza Tīruma Inars Kivlenieks Andris Šics Juris Šics Lettonie                                                |
| 2014 Sigulda      | Natalia Khoreva Albert Demchenko Vladislav Yuzhakov Vladimir Makhnutin Russie                                          | Elīza Tīruma Mārtiņš Rubenis Andris Šics Juris Šics Lettonie                                             | Sandra Gasparini Armin Zöggeler Christian Oberstolz Patrick Gruber Italie                                    |
| 2013 Oberhof      | Natalie Geisenberger Felix Loch Toni Eggert Sascha Benecken Allemagne                                                  | Sandra Gasparini Armin Zöggeler Christian Oberstolz Patrick Gruber Italie                                | Tatiana Ivanova Albert Demchenko Vladislav Yuzhakov Vladimir Makhnutin Russie                                |
| 2012 Paramonovo   | Tatiana Ivanova Albert Demchenko Vladislav Yuzhakov Vladimir Makhnutin Russie                                          | Tatjana Hüfner Andi Langenhan Tobias Wendl Tobias Arlt Allemagne                                         | Sandra Gasparini Armin Zöggeler Christian Oberstolz Patrick Gruber Italie                                    |
| 2010 Sigulda      | Anna Orlova Mārtiņš Rubenis Juris Šics Andris Šics Lettonie                                                            | Veronika Halder Wolfgang Kindl Andreas Linger Wolfgang Linger Autriche                                   | Corinna Martini Johannes Ludwig Tobias Wendl Tobias Arlt Allemagne                                           |
| 2008 Cesana       | Mārtiņš Rubenis Maija Tīruma Juris Šics Andris Šics Lettonie                                                           | Martin Abentung Veronika Halder Andreas Linger Wolfgang Linger Autriche                                  | Armin Zöggeler Sandra Gasparini Gerhard Plankensteiner Oswald Haselrieder Italie                             |
| 2006 Winterberg   | David Möller Silke Kraushaar Steffen Skel Steffen Wöller Allemagne                                                     | Armin Zöggeler Anastasia Oberstolz-Antonova Christian Oberstolz Patrick Gruber Italie                    | Mārtiņš Rubenis Anna Orlova Juris Šics Andris Šics Lettonie                                                  |
| 2004 Oberhof      | Jan Eichhorn Silke Kraushaar Steffen Skel Steffen Wöller Allemagne                                                     | Armin Zöggeler Anastasia Oberstolz-Antonova Christian Oberstolz Patrick Gruber Italie                    | Martin Abentung Veronika Halder Andreas Linger Wolfgang Linger Autriche                                      |
| 2002 Altenberg    | Georg Hackl Silke Kraushaar Steffen Skel Steffen Wöller Allemagne                                                      | Denis Geppert Sylke Otto Patric Leitner Alexander Resch Allemagne                                        | Markus Prock Angelika Neuner Tobias Schiegl Markus Schiegl Autriche                                          |
| 2000 Winterberg   | Georg Hackl Sylke Otto Patric Leitner Alexander Resch Allemagne                                                        | Karsten Albert Sonja Wiedemann Steffen Skel Steffen Wöller Allemagne                                     | Armin Zöggeler Natalie Obkircher Gerhard Plankensteiner Oswald Haselrieder Italie                            |
| 1998 Oberhof      | Jens Müller Karsten Albert Susi Erdmann Silke Kraushaar Stefan Krausse Jan Behrendt Allemagne                          | Italie                                                                                                   | Autriche |
| 1996 Sigulda      | Allemagne | Autriche                                                                                                 | Italie |
| 1994 Königssee    | Armin Zöggeler Norbert Huber Gerda Weissensteiner Natalie Obkircher Kurt Brugger Wilfried Huber Italie                 | Georg Hackl René Friedl Jana Bode Gabriele Kohlisch Yves Mankel Thomas Rudolph Allemagne                 | Autriche |
| 1992 Winterberg   | Georg Hackl René Friedl Susi Erdmann Sylke Otto Yves Mankel Thomas Rudolph Allemagne                                   | Autriche                                                                                                 | Italie |
| 1990 Igls         | Jens Müller René Friedl Susi Erdmann Sylke Otto Jörg Hoffmann Jochen Pietzsch Allemagne de l'Est                       | Georg Hackl Johannes Schettel Jana Bode Margit Paar Stefan Ilsanker Allemagne de l'Ouest                 | Italie |
| 1988 Königssee    | Georg Hackl Johannes Schettel Kerstin Langkopf Veronika Bilgeri Thomas Schwab Wolfgang Staudinger Allemagne de l'Ouest | Michael Walter Jens Müller Cerstin Schmidt Ute Oberhoffner-Weiss Ernst Paschold Allemagne de l'Est       | Wilfried Huber Paul Hildgartner Marie-Luise Rainer Gerda Weissensteiner Hansjörg Raffl Norbert Huber Italie  |